# Сургутський міський округ
Сургу́тський міський округ (рос. Сургутский городской округ) — адміністративна одиниця Ханти-Мансійського автономного округу Російської Федерації.
Адміністративний центр та єдиний населений пункт — місто Сургут.

## Населення
Населення міського округу становить 366189 осіб (2018; 306675 у 2010, 285027 у 2002).